# Ikom (Nigeria)
Ikom ist eine Local Government Area im Bundesstaat Cross River in Nigeria. Die Einwohnerzahl beträgt gesamt (Stadt Ikom und Umland) 163.691 laut Census 2006.

## Geografie
Die Stadt befindet sich im Süden Nigerias, am Rande des Cross-River-Nationalparks, etwa 20 Kilometer vor der Grenze zu Kamerun.

## Verkehr
Ikom liegt an der Nationalstraße A4. Westlich der Stadt führt eine Brücke über den Cross River.